# Mischotetrastichus fuscicornis
Mischotetrastichus fuscicornis är en stekelart som beskrevs av Kamijo och Ikeda 1997. Mischotetrastichus fuscicornis ingår i släktet Mischotetrastichus och familjen finglanssteklar. Inga underarter finns listade i Catalogue of Life.